# For the Birds
For the Birds (Vuelo de pájaros en Latinoamérica, Pajaritos en España) es un corto de animación de Pixar dirigido por Ralph Eggleston, que fue estrenado el 8 de julio de 2000 en Francia. Luego apareció en los cines junto al estreno de la película Monstruos S.A. en el 2 de noviembre de 2001. (Título 3/25: Capítulo 1/2)
Idiomas en Dolby Digital 5.1: Español, Inglés, Portugués
Subtítulos: Español, Inglés, Portugués
También se incluyó en los formatos de video de Monstruos, S.A..

## Argumento
La historia comienza sobre un cable telefónico, donde quince pajaritos están sentados mientras un pájaro grande los observa desde lejos. A los pajaritos no les cae bien el pájaro grande y, por tanto, empiezan a burlarse de su apariencia. Sin embargo, el pájaro grande no le presta atención y se posa sobre el cable, situándose en el medio. Los pájaros pequeños no parecen estar de acuerdo con esta acción, por lo que lo empiezan a picotear hasta que pierde el equilibrio, pero logra sujetarse al cable con sus dedos. Los pajaritos no se detienen y siguen picoteando los dedos del pájaro grande. Después de un tiempo, un pajarito descubre que debido al peso del pájaro grande el cable se ha estirado hacia abajo y que, si este llegara a caerse, ellos saldrían disparados hacia arriba por inercia. Esto termina ocurriendo y los pajaritos son expulsados a tanta velocidad que les hace perder todas las plumas. Finalmente, caen al suelo y el pájaro grande se empieza a reír de ellos por no tener plumas.

## Curiosidades
En una de las escenas de Cars, cuando Rayo McQueen va rumbo a California para la carrera final por la copa Pistón, se distingue a las aves pequeñas que salen en este mismo corto.
También, en una de las escenas de Intensa-Mente, cuando el padre de Riley va a San Francisco, se puede ver de manera corta y silenciosa a las aves.